# Jean-Pierre Huser
Pour les articles homonymes, voir Huser.
Jean-Pierre Huser, né le 3 février 1938 ou en février 1940 à Lausanne ou Saint-Légier et mort le 17 août 2023 au Mont-Pèlerin, est un musicien, chanteur, compositeur et artiste peintre suisse.

## Biographie
Jean-Pierre Huser naît le 3 février 1938 ou en février 1940, à Lausanne ou Saint-Légier, dans le canton de Vaud. 
Il est passé par les Beaux-Arts de Lausanne, où il entre sans baccalauréat, et de Paris pendant mai 1968, avant de fréquenter la Polytechnic School de Londres pendant deux ans. Il quitte l'école sans certificat à 14 ans et, sur les conseils de son grand-père, va à Tours où il achève un apprentissage de peintre en décor. Tour à tour videur, balayeur, chanteur, modèle, professeur de dessin ou moniteur de ski aux Diablerets, il a toujours travaillé en parallèle à sa vocation artistique.
Bien que sa première passion soit la peinture, Jean-Pierre Huser a toujours partagé son temps entre la musique et la peinture. En mai 1964, il est finaliste des « Relais de la chanson française », un concours organisé par l'Humanité Dimanche et remporté par Serge Lama. Il y fait la rencontre de Serge Gainsbourg, qui l'encourage à composer ses propres textes. Cette rencontre va lancer sa carrière de musicien. Il sera le chanteur du groupe Total Issue le temps d'enregistrer leur 1er 45 tours en 1971 (Hauteville / Les Temps). Chanteur à texte, il a notamment assuré quelques premières parties de Jacques Brel, avant d'être marqué par le blues, Bob Dylan et l'émergence du rock-folk des années 1960. En tout, entre le single Lolita de 1965 et D'un millénaire à l'autre en 2006, il enregistre une dizaine d'albums et publie aussi trois compilations. Il compose en outre un opéra rock Hello Mister Tinguely en 1991.
Jean-Pierre Huser vit et travaille entre Montparnasse et Saint-Légier. Il continue son activité artistique et militante, notamment avec Horreur Judiciaire qu'il chante en 2012 sous le pseudonyme de David Waterfall. Il organise enfin des séminaires de créativité pour les cadres de grandes entreprises, les enfants ainsi que pour des organisations sociales.
Jean-Pierre Huser meurt le 17 août 2023 à l'âge de 83 ou 85 ans, à son domicile du Mont-Pèlerin.

## Sources
- « Jean-Pierre Huser », sur la base de données des personnalités vaudoises sur la plateforme « Patrinum » de la Bibliothèque cantonale et universitaire de Lausanne.
- "Sur scène, Jean-Pierre Huser rendra hommage aux villages authentiques", 24 Heures, 2007/02/19
- Giroud, Manuela, "Jean-Pierre Huser sera la tête d'affiche de la prochaine Bonafiesta. Avec sa guitare, un blues sur le barrage de Mauvoisin", Le Nouvelliste, 2010/06/19.